# جوردی آرنائو
جوردی آرنائو (اسپانیایی: Jordi Arnau‎؛ زادهٔ ۷ آوریل ۱۹۷۰) بازیکن هاکی روی چمن اهل اسپانیا بود.